# Strâmtoarea Makassar
Strâmtoarea Macassar sau strâmtoarea Makassar este o strâmtoare din Indonezia care separă Borneo la vest de Sulawesi la est. Are o lărgime medie cuprinsă între 120 și 300 km și o lungime de aproximativ 800 km. Adâncimea maximă a strâmtorii este de 2458 metri. Temperatura apei la suprafață oscilează în jurul valorii de 28 °C, iar salinitatea de la 32% în sezonul umed la 34% în sezonul secetos. 
Strâmtoarea poartă numele orașului Makassar, capitală a provinciei Sulawesi de Sud.
Strâmtoarea Makassar este pasajul natural dintre Marea Celebes și Marea Java. Ea se află de asemenea situată pe linia Wallace, o limită sugerată de biologul englez Alfred Russel Wallace pentru a împărți Oceanul Pacific în două părți distincte din punct de vedere biologic și zoologic.